# 科克伦站
科克伦站（英語：Cochrane station）是位于加拿大安大略省科克伦镇的一个城际铁路车站和公共汽车站，由安大略北地铁路（ONR）运营。